# 加州州立大學弗雷斯諾分校

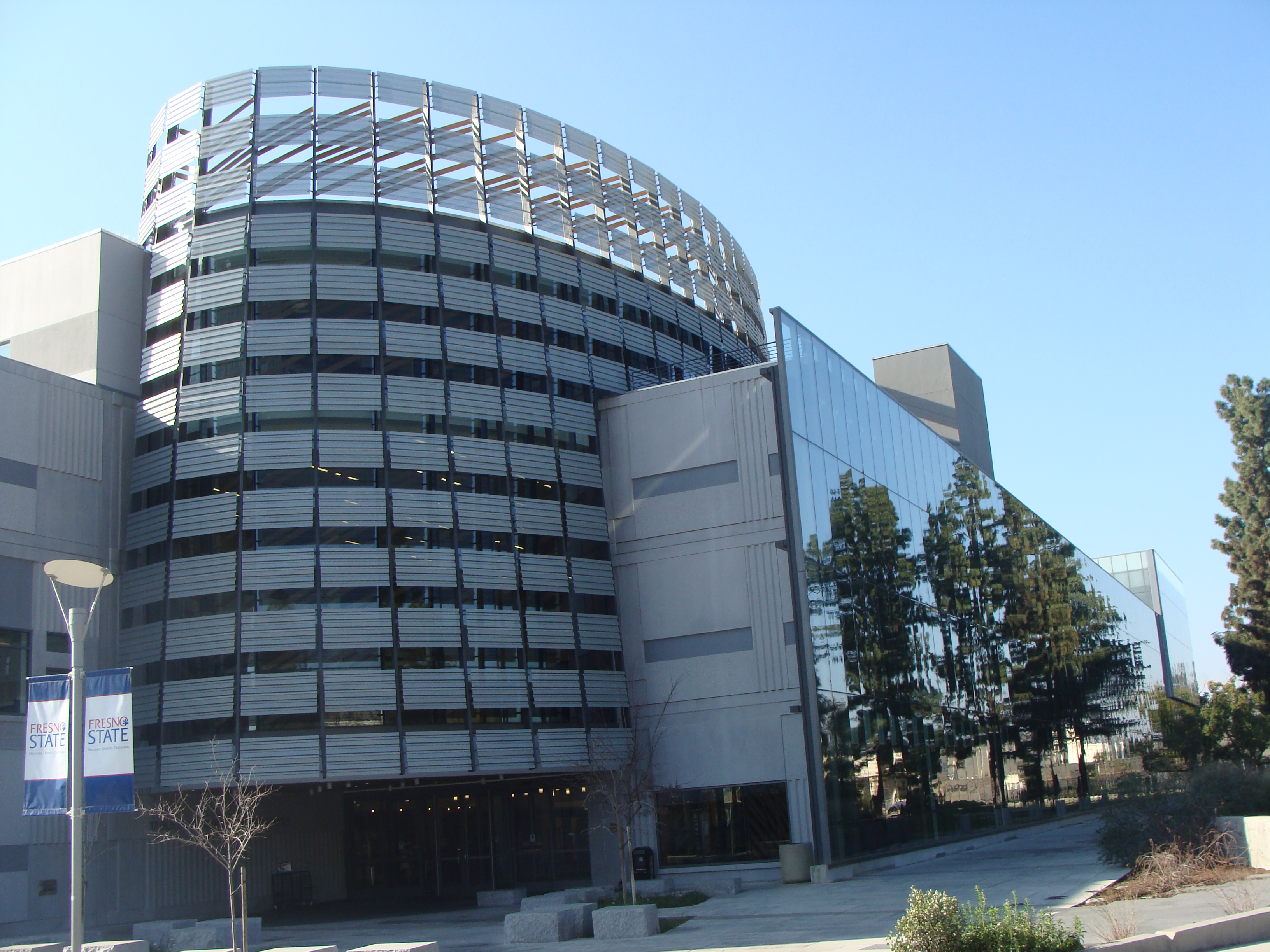
大學的亨利馬登圖書館（Henry Madden Library）

加州州立大學弗雷斯諾分校（California State University, Fresno，常稱：Fresno State）是加利福尼亞州立大學系統內、位於美國加利福尼亞州弗雷斯諾的一所公立大學，成立於1911年。 這座大學所在的城市位於內華達山脈山腳，該城則為加州第五大城市。2015年在《美國新聞與世界報道》“西部地區大學排名”中排在第46位。加州州立大學弗雷斯諾分校是其官方名称，用于学术和国际受众，该校官方建议在一般情况下使用名称弗雷斯诺州立（Fresno State）。
大學校園裡有一座天文館和葡萄園，還擁有一座商用釀酒廠，其中的酒由學生來釀製。 其圖書館為加州州立大學系統中23所分校里的第三大圖書館。

## 外部連結
- Official University website（页面存档备份，存于）
- Official Athletics website（页面存档备份，存于）

36°48′48″N 119°45′00″W / 36.81333°N 119.75000°W